# SPAD S.XIII
SPAD S.XIII je bilo francosko dvokrilno lovsko letalo prve svetovne vojne.

## Razvoj in opis
Letalo je neposredni naslednik letala SPAD S.XII in posredni naslednik uspešnega letala SPAD S.VII. Od predhodnikov se je ta lovec razlikoval po aerodinamičnih izboljšavah, močnejšem motorju ter nameščenim dodatnim mitraljezom. Navzven je bilo najbolj opazno povečanje kril in repnega stabilizatorja, močnejši motor pa je letalu omogočal doseganje večje končne hitrosti in izboljšanje manevrskih sposobnosti. Letalo je bilo hitrejše od mnogih sodobnih letal tistega časa, prav tako pa ga je odlikovala močna konstrukcija, kar je letalu omogočalo prenašanje večjih poškodb. Pomanjkljivost tega lovca je bila edino njegova neokretnost, še posebej pri nižjih hitrostih. Letalo je pri nizkih hitrostih in v primeru odpovedi motorja rado izgubilo nadzor, zaradi česar je bilo neprimerno za neizkušene pilote.

## Operativna zgodovina
Letalo je prvič poletelo 4. aprila 1917, že naslednji mesec pa je prišlo v bojne enote francoskih zračnih sil. Letalo so kmalu prevzele tudi druge članice antante. Vojno letalstvo Kopenske vojske Združenih držav Amerike pa je skoraj polovico od 893. nabavljenih letal uporabljalo še leta 1920. SPAD S.XIII so po vojni izvažali tudi na Japonsko, Poljsko in Češkoslovaško.
Z S.XIII so leteli mnogi letalski asi prve svetovne vojne, med katerimi so bili tudi: francoska letalska asa Georges Guynemer in Rene Fonck, italijanski as Francesco Baracca ter američan Eddie Rickenbacker.

## Uporabniki
- Argentina (dve letali)
- Belgija
- Brazilija
- Češkoslovaška (po vojni)
- Francija
- Grčija
- Italija
- Japonska
- Poljska (po vojni)
- Rusko cesarstvo
- Siam (Tajska)
- Kraljevina Španija
- Turčija
- Združeno kraljestvo
- ZDA
- Urugvaj